# پرستو بخشی
پرستو بخشی (۳۰ اردیبهشت ۱۳۶۸ – ۶ فروردین ۱۴۰۳) پزشک متخصص قلب و عروق، دارای شماره نظام پزشکی ۱۴۹۱۴۴ بود. وی به دلیل مشکلات خانوادگی، فشار کار، طرح اجباری و شرایط کاری و کسری پرداخت حقوق در اقامت‌گاه سازمانی بیمارستان ابن سینا واقع در نورآباد لرستان خودکشی کرد.

## زندگی‌نامه
پرستو بخشی متولد ۱۳۶۸ در تهران بود که پدر و مادر خود را چندی پیش از مرگش از دست داده بود و با یکسال تأخیر به طرح اجباری پزشکان اعزام شد. با قرارگیری این پزشک در لیست سیاه ورازت‌خانه هیچ کمکی به جابجایی محل طرح او با توجه به مشکلات روحی او نشد و تنها چهار روز بعد از انتقال به بیمارستان ابن سینا دلفان جسد بیجان او در محل اقامت وی یافت شد.

## حواشی مرگ
مرگ مشکوک به خودکشی این پزشک متخصص وضعیت نا بسامان و مدیریت ضعیف نظام پزشکی کشور را به صدر خبرها کشاند. اجبار پزشکان به کار اجباری در شرایط بسیار بد با امکانات محدود چه از نظر تجهیزات پزشکی و چه رفاهی همچنین دستمزد ناچیز در قبال کار سنگین و شبانه‌روزی برخورد نامناسب مسئولان در خصوص مشکلات کادر پزشکی باعث خودکشی‌های سریالی و همچنین مهاجرت بیشمار متخصصان شده است.

## نتیجه کالبدگشایی
روابط عمومی دادگستری لرستان اعلام کرد: معاینه ظاهری و کالبدگشایی انجام شده و نتایج سم‌شناسی و آسیب‌شناسی، مسمومیت دارویی و عوارض ناشی از آن تشخیص داده شد.

## واکنش‌ها
- معاون درمان دانشگاه علوم پزشکی لرستان طی نامه ای اعلام کرد: درگذشت خانم دکتر پرستو بخشی پزشک متخصص رشته بیماری‌های قلب و عروق، جامعه پزشکی و عموم همشهریان و علی‌الخصوص مجموعه دانشگاه علوم پزشکی لرستان را اندوهگین کرد. اینجانب و اعضای محترم هیئت‌رئیسه دانشگاه با نهایت تأسف و تالم درگذشت این طبیب حاذق را به خانواده محترم ایشان، جامعه پزشکی و مردم استان لرستان تسلیت عرض نموده و از خداوند منان برای آن تازه درگذشته طلب رحمت و مغفرت الهی و صبر و شکیبایی برای خانواده بزرگوارشان مسئلت می‌نمایم.[۲]
- علی سلحشور سرپرست اداره کل روابط عمومی و امور بین‌الملل سازمان نظام پزشکی ایران در پی درگذشت پرستو بخشی در مطلبی با عنوان "این حجم از افسردگی میان جوان پزشکان بی‌سابقه است!" در صفحه شخصی خود در اینستاگرام نوشت:[۱۲]

۱- خانم دکتر بخشی پس از دو ترومای بزرگ (از دست دادن پدر و مادر) و با یک سال تأخیر طرح خود را آغاز کردند. وزارت بهداشت کمکی به جابجایی محل طرح ایشان نکردند. ۲- یک تن از استادان داخلی (گوارش) بیمارستان رحیمی خرم‌آباد هم نهایت بی‌انصافی، توهین و تحقیر را در حق ایشان انجام دادند. ۳- حقوق ایشان و متخصص دیگر قلب طرحی را نصف پرداخت کردند! به دلیل اینکه مسوول آموزش بیمارستان رحیمی نامه‌ای به ریاست بیمارستان نوشته بودند و در آخر این اتفاق ناگوار و فاجعه رخ می‌دهد.
- هاشم موذن‌زاده، فعال جامعه صنفی پزشکان و مدیر مسئول پایگاه خبری «پزشکان و قانون» نوشت: «چرا هیچ مقام بلندپایه وزارت بهداشت و درمان بابت خودکشی سریالی دستیاران و متخصصین استعفا نمی‌دهد یا از کار خود برکنار نمی‌شود، ‏این حجم از مصیبت در هر کجا جهان رخ می‌داد بالاترین مقام رسمی سامانه سلامت الان روی صندلی اش نبود مدیر محلی از روی دست بزرگترش می‌نویسد.»[۱۳][۱۴]
- محمدرضا اسدی عضو هیئت مدیره نظام پزشکی تهران بزرگ در واکنش به این خودکشی در ایکس (توییتر) نوشت: شاید تنها با پیگیری علل خودکشی مرحوم خانم دکتر پرستو بخشی بتوان جلوی دومینوی فاجعه‌بار خودکشی پزشکان و دستیاران که با بی‌توجهی یا سوءمدیریت برخی مسوولان، نظام سلامت کشور را با تهدید جدی مواجه کرده، گرفت تا مانع خودکشی بعدی شد. قطعاً عوامل انسانی دخیل در این امر قابل شناسایی و مجازات هستند.[۱۵]
- دستیار وزیر بهداشت پدرام پاک‌آیین: با توجه به اظهارنظر صریح مقام ذیصلاح قضایی دربارهٔ علت خودکشی دکتر پرستو بخشی، اشخاصی که در این زمینه به اظهارنظرهای شتابزده و غیرمسئولانه پرداخته بوند، باید پاسخگو باشند. درگذشت پرستو بخشی برای جامعه سلامت تأسف‌بار بود، اما تحلیل یک حادثه بدون دلایل کافی و جنبه صنفی و نوعی دادن به آن، در خوشبینانه‌ترین حالت غیرمسئولانه تلقی می‌شود.[۱۱]